# Johann Peter Melchior

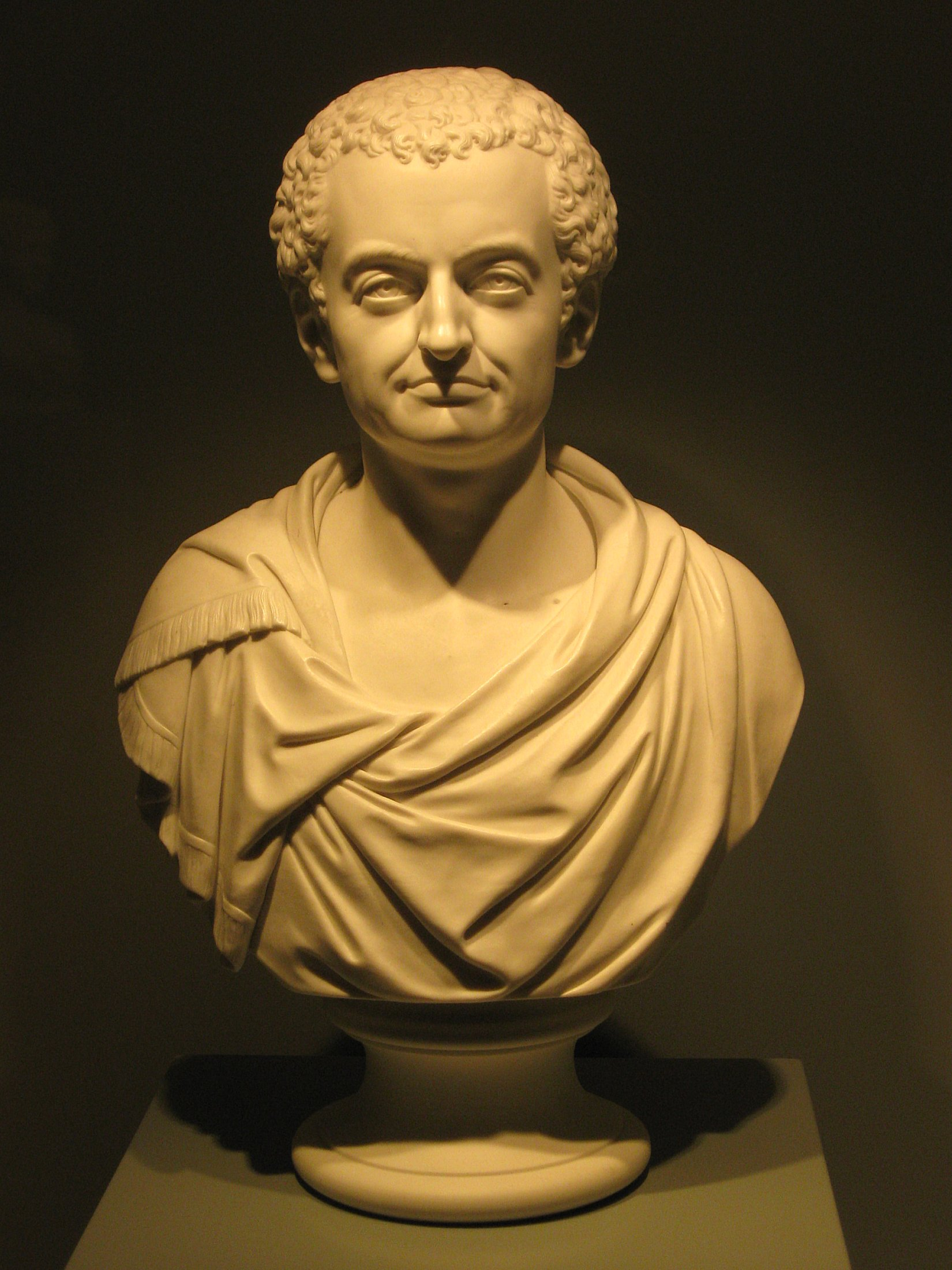
Maximilian Joseph Graf von Montgelas, kurz nach 1814, Biskuitporzellan, Porzellanmanufaktur Nymphenburg, Bayerisches Nationalmuseum

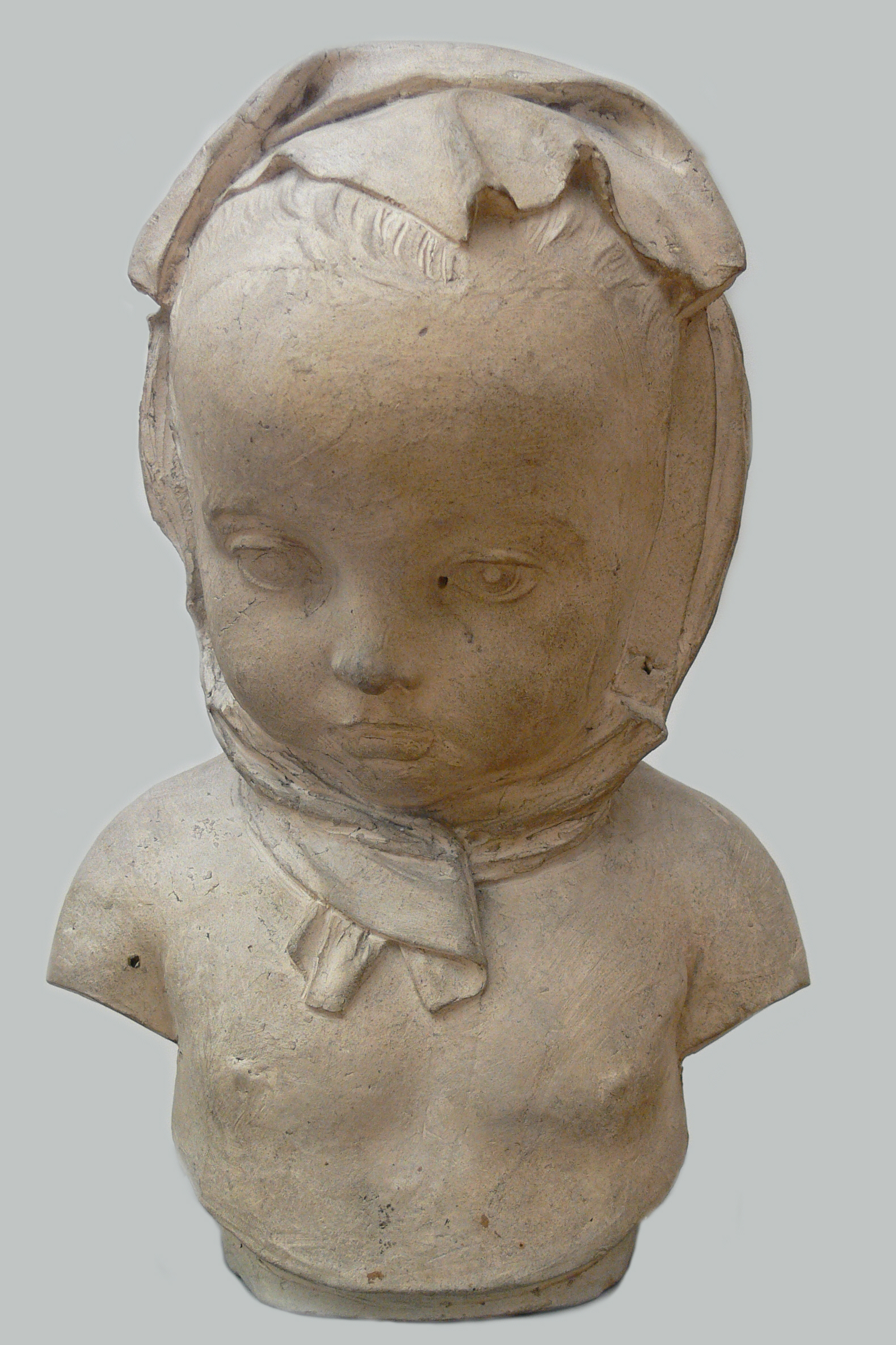
J. P. Melchior: Bildnis eines Mädchens, um 1790 (Skulpturensammlung, Berlin)

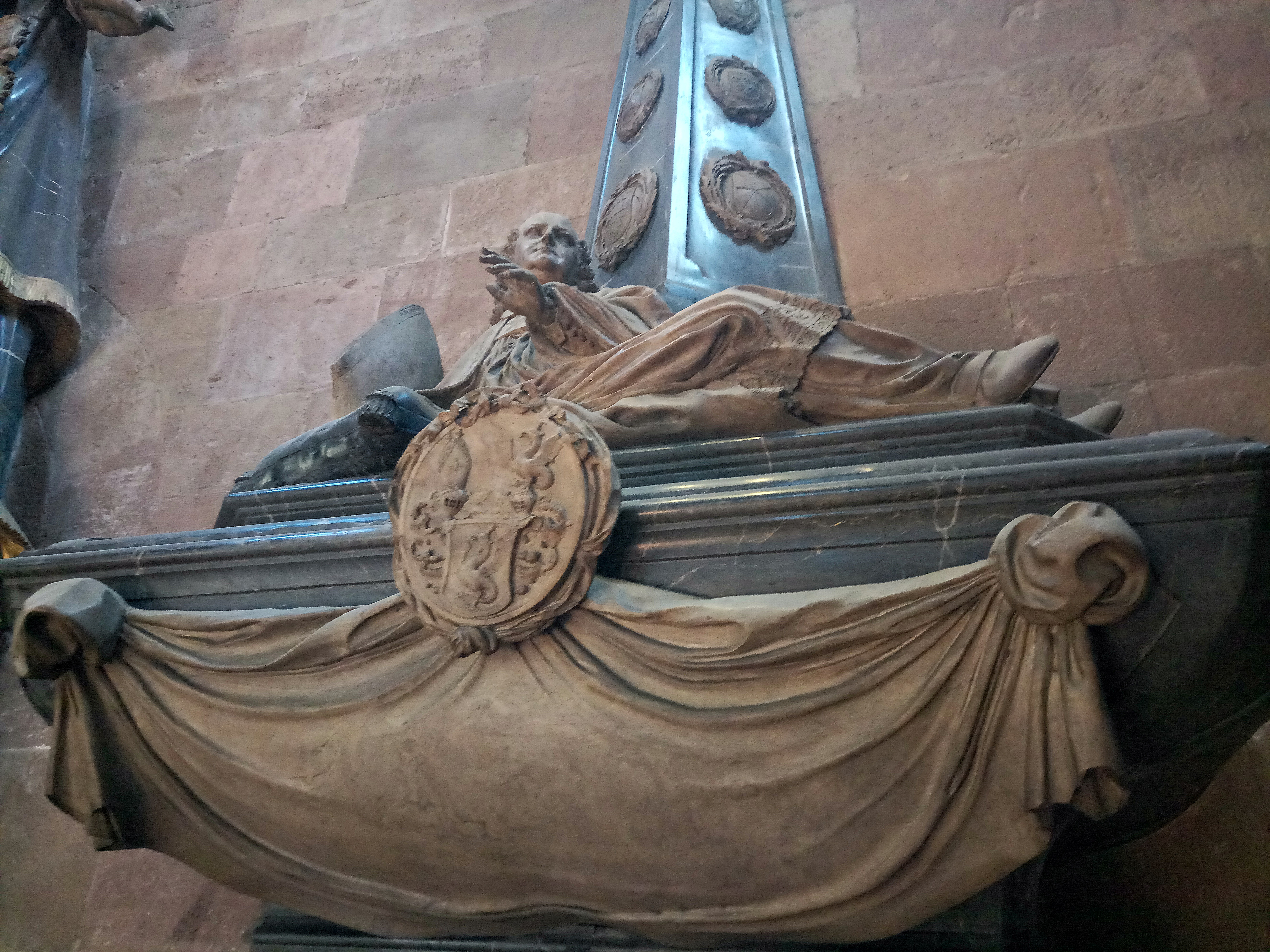
Mainzer Dom, Grabdenkmal Dompropst Karl Emmerich Franz von Breidbach-Bürresheim

Johann Peter Melchior (* 8. März 1747 in Lintorf; † 13. Juni 1825 in Nymphenburg bei München) war ein deutscher Bildhauer und Porzellandesigner.

## Leben und Werk
Melchiors Eltern waren Peter Melchior († 1758) und Maria Kirschbaum († 1754). Nach dem frühen Tod seiner Eltern wuchs er bei Stiefeltern auf.
Als 16-Jähriger ging er zur Ausbildung zu einem „Bildschnitzer“ in Düsseldorf. Anschließend bildete ihn Gebhard Boos (1730/31–1814), Bildhauer aus Aachen, weiter aus.  Nach Zwischenstationen in Frankreich (1762), in Köln und Koblenz bekam er eine Anstellung an der kurmainzischen Porzellan Manufaktur. Die ersten bekannten künstlerischen Arbeiten entstanden 1765 in Mainz für den Kurfürsten Emmerich Joseph.
Ab 1768 war Melchior Modellmeister der Höchster Porzellanmanufaktur, 1770 wurde zum kurmainzischen Hofbildhauer ernannt. Melchior machte auch Bekanntschaft mit Goethe, dem er 1775 ein Reliefporträt schuf. Vom 15. November 1779 bis 1793 war Melchior Modellmeister in der Frankenthaler Porzellanmanufaktur, von 1797 bis zum 22. November 1822 Modellmeister in der Porzellanmanufaktur Nymphenburg bei München.
Er heiratete am 27. November 1770 in Mainz Maria Barbara Patz, mit der er sieben Kinder hatte. Seine letzten bekannten Nachfahren August und Georg Wilhelm Melchior verstarben 1935 bzw. 1937 in München kinderlos.  Von ihm stammt ein Marmordenkmal des Dompropstes Karl Emmerich Franz von Breidbach-Bürresheim († 1743) im Mainzer Dom. Für die Königin Karoline von Bayern schuf er einige Gruppen in Alabaster und die Profilbildnisse ihrer Eltern. Auch die Büsten Napoleons, Goethes, eine allegorische Gruppe auf die Geburt des Prinzen Maximilian Joseph Friedrich von Baiern sind aus seiner Hand. Er veröffentlichte einen Versuch über das Sichtbare und Erhabene in der Kunst, 1781 Mannheim.
Nach Johann Peter Melchior sind die Melchiorstraße in Frankfurt-Höchst bzw. Köln sowie die Johann-Peter-Melchior-Straße und die städtische katholische Grundschule in seinem Geburtsort Lintorf benannt. Im Museum Ratingen ist zu seinem Leben und Werk eine Dauerausstellung eingerichtet.